# Bandera del mandato británico de Palestina

Bandera de la Unión usada en tierra para fines oficiales.

Pabellón Rojo de Palestina.

Pabellón Azul de Asuntos Postales.

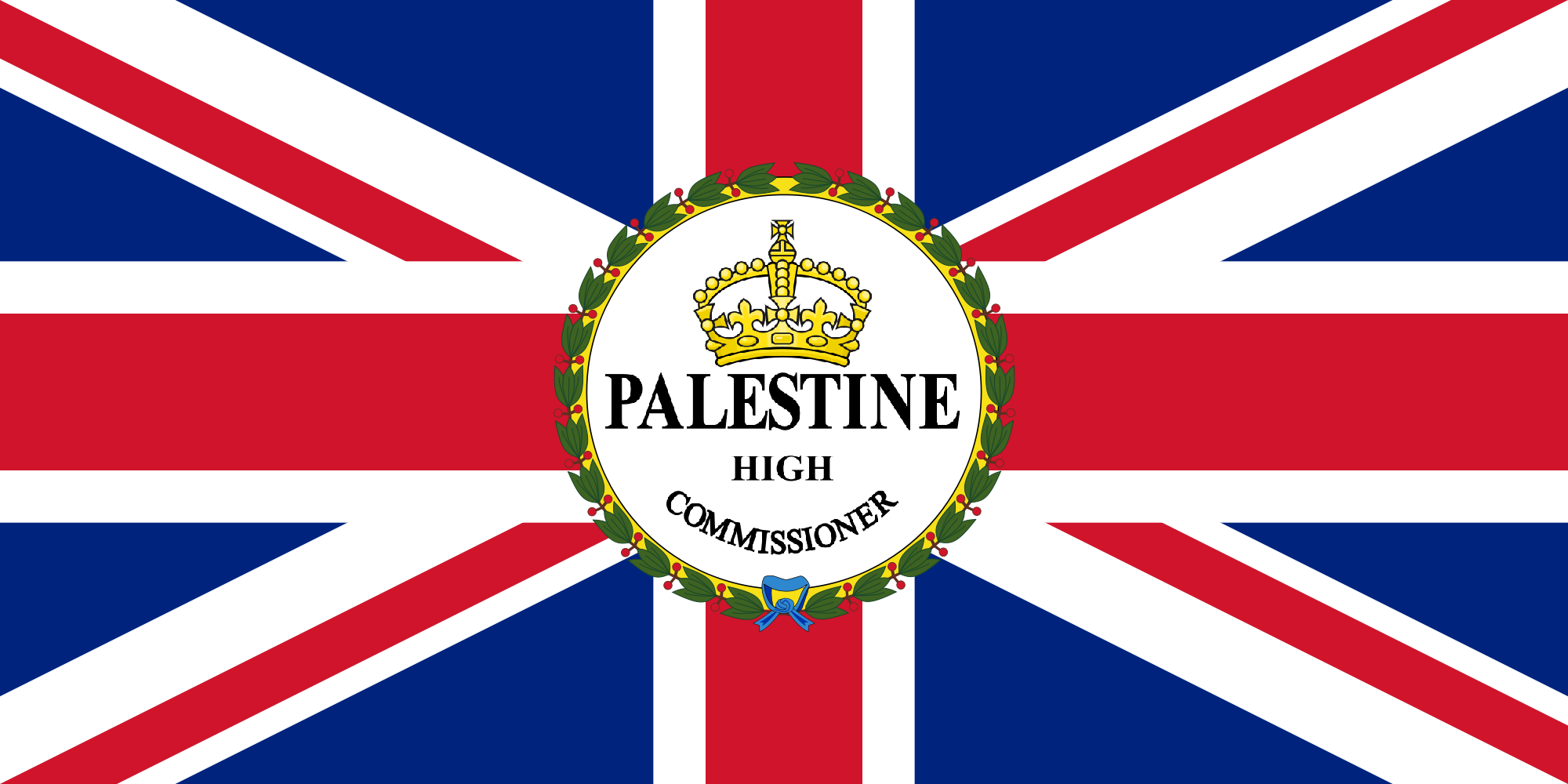
Bandera del Alto Comisionado para Palestina y Transjordania.

Durante el mandato británico de Palestina, de 1920 a 1948, oficialmente reconocida por la Liga de las Naciones en el mandato palestino (24 de julio de 1922) la bandera de facto fue la Union Flag del Reino Unido, pero hay varios pabellones ubicados en el mandato para los departamentos gubernamentales y funcionarios gubernamentales. La única bandera palestina de uso específico no se restringe a los oficiales del gobierno de Palestina siendo el portador de la bandera (rojo con la bandera del Reino Unido en el cantón, y un círculo blanco con el nombre del mandato en su interior), que fue volado por buques matriculados en el territorio del mandato del Reino Unido durante el período 1927-1948. Esta bandera tenía un recurso extremadamente limitado en tierra, y no ha sido adoptada por los árabes y los judíos del mandato del territorio de Palestina. Fue basado en la Enseña Roja Británica (estandarte civil) en vez de la Enseña Azul (usado como base para las banderas de casi todos los otros territorios británicos declarados en África y Asia), una vez que se destina para uso en el mar.
Durante ese periodo, se consideró que la bandera colonial británica no era legal en virtud de los artículos del Mandato, y por ello fue utilizada solo por Reino Unido –que intentaba colonizar infructuosamente Palestina. A pesar de ello, Reino Unido siguió utilizando La bandera británica colonial de Palestina de forma oficial aunque la Sociedad de Naciones tampoco la llegó a reconocer como bandera oficial del Mandato de Palestina.

## Banderas árabes en el mandato británico de Palestina

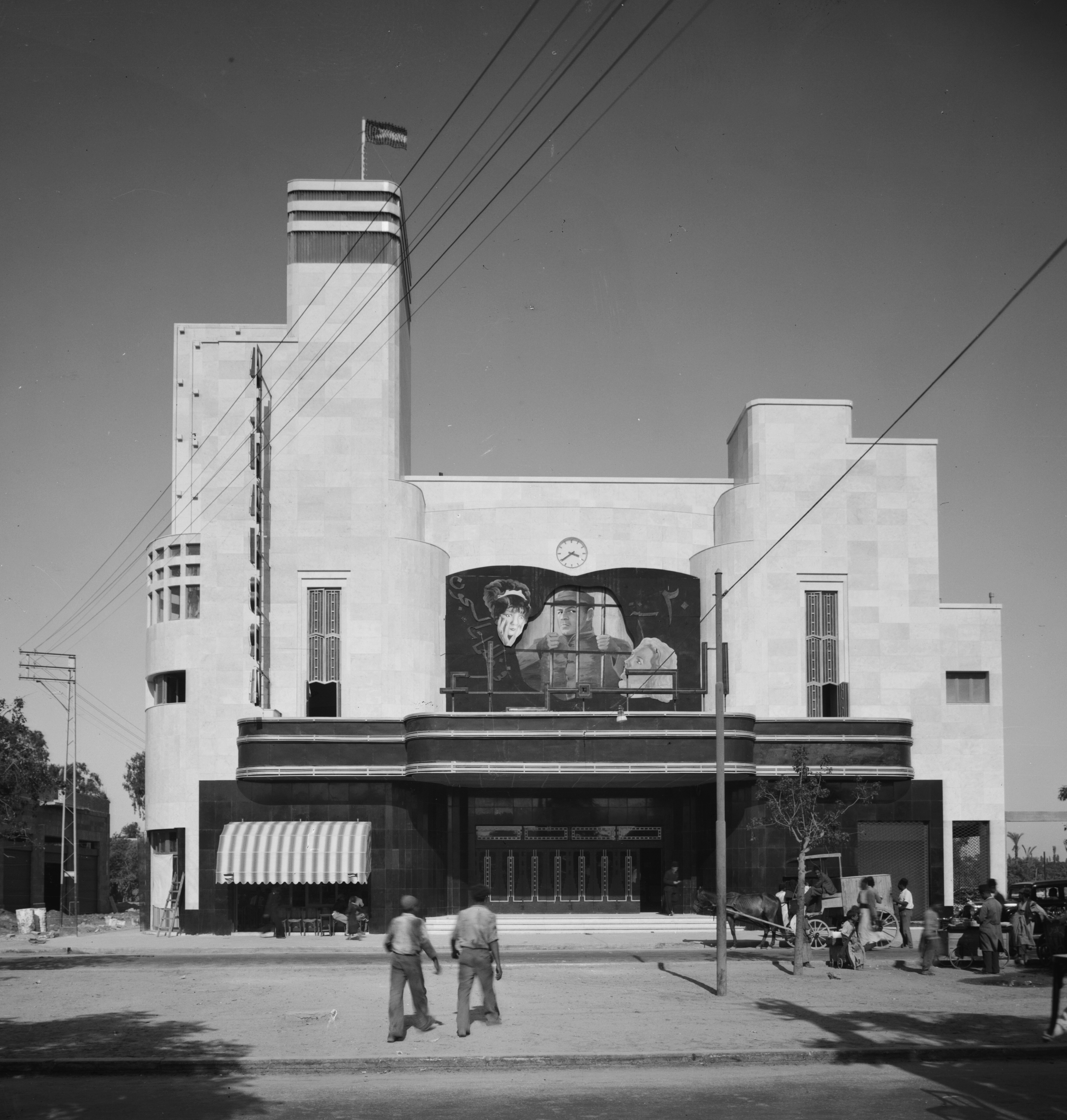
Bandera palestina sobre el Cine Alhambra, Jaffa, 1937.

Los árabes palestinos a veces ondeaban sus propias banderas, a menudo variaciones de la bandera de la Revuelta Árabe. En 1929, se sostuvo una discusión sobre una bandera nacional palestina y el periódico Filastin publicó en su portada una propuesta para establecer una bandera nacional e himno palestino. Se propusieron varias banderas diferentes, que se basaban principalmente en la Bandera de la Revuelta Árabe, pero también incluían el uso de cruces con medias lunas y el color naranja. Durante la Revuelta árabe de 1936–39 en Palestina, un grupo fue fotografiado con una bandera similar a la bandera palestina actual pero con una inscripción de media luna y cruz, así como árabe.

Bandera original de la Rebelión árabe
La bandera modificada de la Rebelión árabe que se volvió ampliamente utilizada después de la guerra; muchas banderas nacionalistas palestinas se basaron en ella.

## Banderas judías en el mandato británico de Palestina
El uso de banderas sionistas era común en el Yishuv, ya que los residentes judíos en Palestina se identificaban como judíos palestinos antes del establecimiento del Estado de Israel, por lo cual existían enseñas propias de la Agencia Judía o la Histadrut. Sin embargo, la otra comunidad mayoritaria de la región, los árabes palestinos, no se identificaba con el movimiento sionista, y al final se opuso a éste, por lo cual las banderas hebreas nunca fueron reconocidas ni se les otorgó un estatus oficial por las autoridades británicas, las cuales se esfrozaron por mantener cierta imparcialidad entre judíos y árabes, siendo la única bandera oficial de Palestina la Union Jack y sus derivadas.
Aun así, el diccionario francés Le Petit Larousse Illustré contenía una sección de banderas que, de 1924 a 1939, mostraba una bandera de Palestina con una estrella de David amarilla sobre un fondo azul y blanco. Se desconoce sobre qué base Le Petit Larousse Illustré eligió esta bandera como representante de Palestina, pero en 1934, la revista National Geographic publicó una foto de una bandera similar, enarbolada por el Vapor "Emanuel", el único barco propiedad de la compañía Hofiya con sede en Palestina y de orientación sionista: El epígrafe de la imagen indicaba: El 'Emanuel', que enarbola una bandera de Palestina, ancla en Southampton, Inglaterra. Este buque mercante judío fue el primero en enarbolar el nuevo estandarte de su país. Palestina, bajo mandato británico, tiene una insignia, pero es judía la población ha creado esta bandera propia: el sello de Salomón en un campo azul y blanco. Trágicamente, unos meses después, el Emanuel naufragó en el Mar del Norte, poniendo fin a la Compañía Hofiya. En las empresas navieras sionistas  posteriores, como la Zim Company, no se usó la mencionada bandera.
Una bandera similar fue usada por el Hakoah Viena, un club de fútbol y atletismo judío de orientación sionista activo en la capital austriaca entre principios del siglo XX y 1938.
Si bien la posterior bandera de Israel incluye la estrella de David sobre un fondo azul y blanco, estos elementos están dispuestos de una manera completamente diferente, aludiendo al talit o manto de oración.

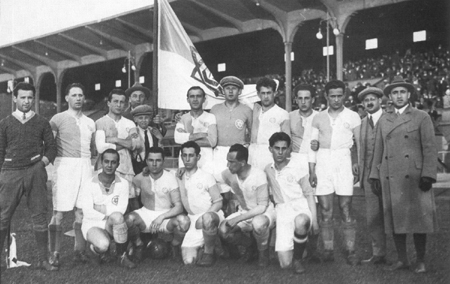
Una bandera similar usada por el Hakoah Viena.